# 劉用霖
劉用霖（1778年9月28日—1836年11月19日，乾隆四十三年八月初八日－道光十六年十月十一日），字孟賚，一字雨田，號春浦。江蘇省常州府武進縣（今屬常州市）人，清朝官员。

## 生平
監生出身。報捐光祿寺署正，改知縣分發陝西。
歷署西安府興平縣、三原縣、醴泉縣、邠州直隸州三水縣、西安府藍田縣、鄜州直隸州中部縣、洛川縣、同州府朝邑縣、乾州直隸州武功縣、西安府長安縣、咸寧縣、盩厔縣、鳳翔府鳳翔縣、邠州直隸州長武縣、乾州直隸州永壽縣等縣知縣。
嘉慶十一年（1806年）九月，署任西安府富平縣知縣，十二年（1807年）十一月離任。
十八年（1813年）授西安府渭南縣知縣。四月，以渭南知縣署理鄠縣知縣。二十一年（1816年）八月改署鳳翔府岐山縣知縣，隨即離任。
道光二年（1822年）正月，再次署任富平縣知縣，六月離任。
歷實任鳳翔府郿縣、西安府同官縣知縣。卓異加級，議敘即升知州。軍功隨帶加一級。敕封承德郎，例封奉直大夫。
三年（1823年），任鳳翔府寶雞縣知縣。
五年（1825年）正月，因辦理興修縣境內河渠水利竣工，獲得吏部議敘。
六年（1826年）十月，以寶雞知縣署理臨潼縣知縣。
十四年（1834年）九月前離任。
道光十六年（1836年）四月，因在同官縣、南鄭縣、富平縣署任上捐資修建城垣，受吏部議敘。十月十一日，卒，年五十九歲。

## 家庭及關聯
劉用霖為武進西營劉氏第十六世。
- 祖父：劉星煒（1718年－1772年），乾隆十三年傳臚，官至工部左侍郎。
- 祖母：余氏，劉星煒正室，歲貢生余世奇之女。

- 父：劉種之（1741年－1810年），乾隆三十一年進士，官至右春坊右贊善、河南學政。
- 母：毛氏，劉種之側室，以子用霖敕封孺人。

- 劉用霖排行第一，有四弟三妹：
  - 劉用和（1780年－1841年），監生，官至甘肅平涼府知府。娶山東廣寧州知州湯康業之女。
  - 劉用錫（1781年－1828年），監生，官至安徽無為州知州。娶候選郎中湯紹業之女。出嗣伯劉謹之。
  - 劉用績（1782年－？年），出嗣叔劉理之。
  - 妹一，由伯劉謹之側室王氏、陳氏撫養，適儀徵鄭兆梁。
  - 妹二，適安徽蕪湖龍驤。
  - 劉用康（1796年－1851年），監生，官雲南安豐場鹽大使。娶江蘇淮揚道師彥之女。
  - 妹三，適嘉慶十三年進士監察御史浙江嘉善查元偁。
  - 妹四，適廣東候補通判南匯吳敬樞。

### 妻妾
- 正室：趙氏，誥封宜人。刑部主事陝西候補知縣浙江仁和趙溶之女。
- 側室：黃氏。
- 側室：尹氏。
- 側室：陳氏。

### 子女
有子女十九人，十六子三女。
- ⒈長子：劉辛甫（1797年－1846年），嫡趙氏出。監生，官雲南恩安縣知縣。娶山東李氏，候補道李世治之女。
- ⒉次子：劉書常（1801年－1862年），庶尹氏出。宗人府供事玉牒館議敘，署山東文登縣知縣。娶費氏，陝西督糧道費濬之女。
- ⒊三子：劉紹慶（1810年－1867年），嫡趙氏出。娶無錫李氏，福建建陽縣知縣李再灝之女。
- ⒋長女，嫡趙氏出，適監生莊鈐。
- ⒌四子：劉正官，嫡趙氏出，早卒。
- ⒍五子：劉紹奎（1813年－1837年），嫡趙氏出。娶景氏，陝西佛坪廳同知浙江仁和景梁曾之女。
- ⒎次女，庶陳氏出，適山東候補縣丞大興陳世恩。
- ⒏六子：劉紹僖（1817年－1846年），庶黃氏出，未娶。
- ⒐七子：劉蔭官，庶陳氏出，早卒。
- ⒑八子：劉恩官，庶陳氏出，早卒。
- ⒒九子：劉紹昌（1821年－？年），庶陳氏出。甘肅候補典史。娶沈氏，甘肅平涼府鹽茶同知安徽石埭沈在光之女。
- ⒓十子：劉紹昆（1823年－1859年），庶陳氏出，娶呂氏。
- ⒔十一子：劉紹瀛（1826年－？年），庶陳氏出，早卒。
- ⒕十二子：劉紹豐（1827年－？年），庶陳氏出，早卒。
- ⒖十三子：劉紹頤，庶陳氏出，早卒。
- ⒗十四子：劉多官，庶陳氏出，早卒。
- ⒘十五子：劉紹黼（1834年－？年），庶陳氏出，早卒。
- ⒙十六子：劉紹黻 （1834年－1878年），庶陳氏出。娶吳氏，吳星聚之女。
- ⒚三女，庶陳氏出，適邑庠生姜繼昌。